# Blackthorn
Blackthorn és un grup de música femení de metal gòtic i heavy metal simfònic que va néixer als anys 2000 a Rússia gràcies a la cantant Aina.

## Estil
Dins del món del Heavy metal, Blackthorn gaudeix d'un "estil únic"; per exemple, es combina la veu d'òpera d'Aina (la cantant) amb melodies de música clàssica i d'estil simfònic interpretades amb uns teclats. A més, la temàtica dels temes d'aquest grup ens obliga a mirar cap enrere, quan encara les societats no eren antropocèntriques, sinó més aviat eren teocèntriques. En altres paraules: l'ambientació de [[Blackthorn]] es pot associar a l'Edat Mitjana o, si més no, al món del barroc.